# Micropeza sufflava
Micropeza sufflava är en tvåvingeart som först beskrevs av James 1954.  Micropeza sufflava ingår i släktet Micropeza och familjen skridflugor. Inga underarter finns listade i Catalogue of Life.